# Gamma Doradidy
gamma Doradidy (GDO) – coroczny rój meteorów aktywny od 19 sierpnia do 6 września. Jego radiant znajduje się w gwiazdozbiorze Złotej Ryby. Maksimum roju przypada na 30 sierpnia, jego aktywność jest określana jako niska, a obfitość roju wynosi 5 meteorów/h. Prędkość w atmosferze meteorów tego roju jest średnia (40 km/s).
gamma Doradid nie można obserwować z terytorium Polski.